# Italodalmát nyelvek
Az italodalmát nyelvek az újlatin nyelvek egyik csoportja az Ethnologue besorolása szerint, amelybe a kihalt dalmát nyelv, illetve az ahhoz közel álló, az Isztriai-félszigeten beszélt kihalófélben lévő isztriot nyelv, a (sztenderd) olasz nyelv, a nápolyi nyelv a calabriai dialektusokkal, illetve a többi délolasz dialektussal, valamint a szicíliai nyelv tartozik. Az utóbbi kettőt sokan – még maguk a beszélőik is – csak olasz dialektusoknak tekintik.